# Mahura rubella
Mahura rubella är en spindelart som beskrevs av Forster och Wilton 1973. Mahura rubella ingår i släktet Mahura och familjen trattspindlar. Inga underarter finns listade i Catalogue of Life.